# YKマルト
株式会社YKマルト（ワイケイマルト）は、静岡県浜松市中央区に本社を置く日本の製パン業者。製パン大手の山崎製パンのグループ企業で、YKベーキングカンパニーの100％子会社。YKベーキングブランドのパンを製造し、静岡県と愛知県・岐阜県で販売している。旧社名は株式会社マルト神戸屋。
神戸屋と提携する前は「マルトパン」の名称でパンの製造販売を行っていた。
以前は神戸屋の子会社であったが、2023年2月1日に実施した包装パン事業のYKベーキングカンパニーへの譲渡に伴い、同日以降はYKベーキングカンパニーの子会社となった。

## 沿革
- 1917年 - 澱粉製造業を開始
- 1945年 - 製パン部門併設
- 1947年 - 株式会社へ改組、丸登澱粉（株）発足
- 1958年 - 学校給食パン指定工場となり（株）マルトと社名変更
- 1966年 - 浜松市市野町に新工場を建設
- 1969年 - 藤枝営業所（静岡県藤枝市）開設、調理パン専門工場発足
- 1977年 - 静岡営業所（静岡県静岡市駿河区）開設
- 1981年 - （株）神戸屋と業務提携、社名を（株）マルト神戸屋に変更
- 1985年 - （株）浜松デリカと業務提携
- 1998年 - 一宮配送センター（愛知県一宮市）開設
- 2023年 - 神戸屋の包装パン事業譲渡に伴い、（株）YKベーキングカンパニーの子会社となる。同時に商号を（株）YKマルトへ変更。

## 事業所
本社・工場
- 静岡県浜松市中央区市野町2750

静岡営業所
- 静岡県静岡市駿河区中村町398

## 主な商品
- 神戸屋#過去の主な商品（2023年2月1日以降はYKベーキングカンパニーの商品）を参照。
静岡・愛知・岐阜県内では、YKマルトで製造された製品の他、YKベーキングカンパニー本社工場（東淀・寝屋川・海老名・戸田）で製造された製品もYKマルトの流通ルートを通じて販売されている。また、YKマルトが製造した製品も希にYKベーキングカンパニー本社の販売エリア（近畿・関東など）に流通されることもある。この他、YKマルトでは、神戸屋本体では企画・販売されていない製品も独自に企画・販売されている。その独自路線のひとつに、「なが〜いさんどろーる」や「浜松発おいしいパン」や静岡県産米粉20%配合の「ゆりかごのぱん」がある。

### 浜松発おいしいパン
浜松に本社を置く製パン業であることから、浜松・静岡県にゆかりの物産品とのコラボレーションを展開している。以下はコラボしたパンの一種。
- 浜松老舗の養蜂場とのコラボによる「はちみつパン」
- 静岡茶クリームサンド
- 静岡県遠州産むらさき芋を使用したあんパン